# Сламен сърбежен кърлеж
Сламените сърбежни кърлежи (Pyemotes ventricosus) са вид паякообразни от семейство Pyemotidae.